# Henri Tomasi
Henri Tomasi, (Marsella (Provença-Alps-Costa Blava), 17 d'agost, 1901 - 9è districte de París, 13 de gener, 1971), fou un compositor i director d'orquestra francès.

## Biografia
Henri Tomasi va néixer a Marsella al popular barri de Belle de Mai, primer fill de Xavier Tomasi i Joséphine Vincensini, tots dos corsos originaris de Penta-di-Casinca.
Des dels 6 anys, va estudiar piano al conservatori de la seva ciutat natal (en aquest establiment va ser company del violinista Zino Francescatti, dedicat de les futures obres del compositor) abans d'ingressar al Conservatori Nacional de París, on va guanyar un premi de 1927. El mateix any, va guanyar el primer Segon Premi de Roma de composició amb la cantata Coriolan. Una de les seves primeres obres, Cyrnos, va rebre una bona acollida. El 1929 es va casar amb Odette Camp. De la seva unió va néixer un fill, Claude, el 1944. El 1931, Tomasi va experimentar els seus primers èxits com a director a Radio-Colonial, una emissora de ràdio creada per a l'Imperi colonial francès. Actor important de la vida musical, es va unir al grup Triton al costat de Darius Milhaud, Arthur Honegger i Francis Poulenc.
La Segona Guerra Mundial no va interrompre les seves activitats musicals. De 1940 a 1943 va estar al capdavant de l'Orquestra Nacional (actualment Orquestra Nacional de França) amb seu a la seva ciutat natal de Marsella. Però la situació d'aleshores era contraria a les seves conviccions pacifistes i humanistes. Pres d'una crisi mística, es va retirar a l'Abadia de Saint-Michel de Frigolet on va compondre les seves obres mestres madures: Simfonia en Do, Rèquiem per la Pau i l'òpera Don Juan de Mañara, tres obres que tindran dificultats per crear-se. Aquesta última, basada en el misteri de sis quadres d'Oscar Vladislas de Lubicz-Milosz, va ser creada a Munic el 29 de març de 1956.
A partir de 1946, va reprendre una intensa activitat com a director i el Conservatori de París li va encarregar diverses obres per a les seves proves d'accés, entre elles el Concert per a trompeta, una peça coneguda mundialment i interpretada pels més grans, Maurice André, Wynton Marsalis, David Guerrier. El 1954 la seva òpera, L'Atlantide, basada en la novel·la de Pierre Benoit, va ser creada amb èxit a Mulhouse el 26 de febrer de 1954 amb Ethéry Pagava en el paper d'Antinéa. L'obra va ser sotmesa a 80 representacions en poc temps, incloses 20 a l'Òpera de París amb Claude Bessy interpretant el mateix paper. Ludmila Tcherina va ser una altra intèrpret destacada.
L'any 1952, un greu accident d'automòbil el va obligar a cessar totes les activitats com a director d'orquestra. Henri Tomasi es va dedicar només a la composició: una òpera, Sampieru Corsu el 1956, creada al "Grand Théâtre de Bordeaux" amb Régine Crespin en el paper de Vannina d'Ornano; el Triomf de Joan, oratori encarregat pel 500 aniversari del procés de rehabilitació de Joana d'Arc, amb llibret de Philippe Soupault. Comença a sentir els efectes de la sordesa que li farà perdre l'ús de l'orella dreta. La seva obra està cada cop més en contacte amb els fets de la seva època, amb El silenci del mar de Vercors, L'elogi de la bogeria d'Erasme, Retorn a Tipasa d'Albert Camus, Concert per a guitarra "en memòria d'un poeta assassinat, F.G. Lorca", Simfonia del Tercer Món en homenatge a Hector Berlioz a partir d'un text d'Aimé Césaire. Tomasi va ser objecte de virulents atacs de l'avantguarda musical dels anys 50, que tenia poc gust pel seu lirisme i un estil considerat neoclàssic.
A finals dels anys 60, la seva salut es va deteriorar ràpidament. No pot acabar la seva harmonització de Cançons corses a capella (12 de les 18 previstes), el seu darrer treball, com a salutació final a la seva illa d'origen. Un projecte d'òpera sobre Hamlet no va veure la llum però va inspirar To be or not to be, una peça curta per a metalls. Va morir a París i va ser enterrat segons els seus desitjos al cementiri de Saint-Véran a Avinyó. L'agost de 2001, amb motiu del centenari del seu naixement, les seves cendres van ser traslladades al cementiri de Penta-di-Casinca, lloc dels orígens de la seva família (el nom d'Henri Tomasi encara està gravat a la dreta de la tomba (plaça 11, fila oest, tomba 5) de Saint-Véran).

Al llarg de la seva vida Henri Tomasi va rebutjar la Legió d'Honor, fidel a la seva declaració:
"No l'acceptaré mentre no hi hagi conservatori a Còrsega".
 L'any 2008, la regió de Còrsega, complint els seus desitjos, va nomenar "Henri Tomasi" el Conservatori de Música i Dansa de l'Illa de la Bellesa.

La seva obra -més de 100 opus- és potent, independent i considerable tant en l'àmbit simfònic com en l'àmbit teatral i líric. Des del misticisme fins al seu compromís com a ciutadana del món, ofereix els aspectes més contrastats. Els seus orígens mediterranis caracteritzen la seva estètica:
"El Mediterrani i la seva llum, els seus colors, això per a mi és una alegria perfecta. La música que no ve del cor no és música. Vaig continuar sent melodista".

## Obres principals
Operes

- - Don Juan de Mañara (1944)
  - L'Atlantide (1954)
  - Sampiero Corso (1956)
  - Ulysse ou le beau périple (1961)
  - Le Silence de la mer (1963)

Ballets

- - Vocero (1951)
  - Noces de cendres (1954)
  - Dassine, Sultane du Hoggar (1959)
  - L'Eloge de la folie (1968)

Obres per a orquestra

- - Tam-Tam, poema simfònic (1931)
  - Symphonie en ut (1940)
  - Fanfares liturgiques (1947)
  - Chant pour le Vietnam (1968)
  - Symphonie du Tiers-Monde en hommage à Hector Berlioz (1969)

Concerts

- - Cyrnos, poema simfònic per a piano i orquestra (1929)
  - Ballade pour saxophone alto et orchestre (1938)
  - Concerto pour trompette et orchestre (1948)
  - Concerto pour saxophone alto et orchestre (1949)
  - Concerto pour alto et orchestre (1950)
  - Concerto pour clarinette et cordes (1955)
  - Concerto pour trombone et orchestre (1957)
  - Concerto pour Basson et orchestre (1958)
  - Concerto pour violon et orchestre (1962)
  - Concerto de Printemps per a flauta i orquestra (1966)
  - Concerto pour guitare «à la mémoire d'un poète assassiné, F.G. Lorca» (1966)
  - Highlands'ballad, pour harpe et orchestre (1966)
  - Concerto pour violoncelle et orchestre (1969)
  - Concerto pour contrebasse et orchestre (1970)

Música de Cambra

- - Variations sur un thème corse, per a quintet de vent (1925)[4]
  - Trio à cordes (1938)
  - Divertimento corsica (1951)
  - Cinq danses profanes et sacrées, per a quintet de vent (1959)[5]
  - Être ou ne pas être, per al metall (1962)
  - Printemps, per sextet de vent (1964)
  - Invocations et danses rituelles (1969)

Veus solistes i piano o orquestra

- - Chants corses (1932)
  - Cantu di Cirnu (1933)
  - Cinq chants laotiens (1933), poemes de Louis Laloy i Joseph Trillat
  - Chants de Geishas (1935)
  - Noa-Noa (1957)
  - La Chèvre de Monsieur Seguin (1963)
  - La mort du petit Dauphin (1964)
  - Le Sous-préfet aux champs (1964)

Música vocal amb orquestra

- - Requiem pour la paix (1946)
  - Douze Noëls de Saboly (1961)
  - Retour à Tipasa (1985, creació pòstuma)

Cor a cappella

- - Douze chants de l'Ile de Corse (1961)

## Homenatges
A més del "Conservatori Cors de Música i Dansa", nombrosos llocs o institucions porten el nom d'Henri Tomasi: un carrer de Bastia, París, Marsella, una sala del Conservatori de Marsella, la Biennal i el Concurs Internacional de Quintets de Vent Henri-Tomasi.
El 2019, el quart curs bilingüe de la universitat Campo Vallone de Biguglia (regió de Bastia) va produir una docu-ficció sobre la vida i el viatge d'Henri Tomasi. Un projecte engegat gràcies a Emmanuelle Mariini (professora de música a l'escola Campo Vallone) i als seus 17 alumnes que s'hi van implicar. El vídeo dura tretze minuts i recorre tota la vida d'aquest home de molts misteris.

## Discografia
- Tomasi: Obres completes per a violí (Concert "Périple d'Ulysse", Capriccio, Chant hébraïque, Poème, Tristesse d'Antar, Chant corse, Paghiella), Stéphanie Moraly (violon), Romain David (piano), Sébastien Billard (direcció), Orchestre de la Garde républicaine. Naxos 8.579091 (2022)
- Tomasi: Requiem pour la Paix / Fanfares liturgiques, Michel Piquemal (direcció), Orchestre Philharmonique de Marseille. Naxos 8.554223 (1998)

## Filmografia
- Jacques Sapiéga, Le Requiem perdu d'Henri Tomasi (El Rèquiem perdut d'Henri Tomasi), 2001: documental sobre l'enregistrament del Rèquiem per la Pau de Michel Piquemal, amb l'Orquestra Filharmònica de Marsella, el Cor Regional PACA i el Cor Departamental dels Alps Marítims.
- Paul Rognoni, Henri Tomasi, un idéal universel (Henri Tomasi, un ideal universal), 2005: documental que recorre la doble trajectòria del compositor i del director d'orquestra; amb la participació de Maurice André, Serge Baudo, Olivier Cangelosi, Michèle Canniccioni, Frédéric Ducros, Henri Dutilleux, Dévy Erlih, A. Leroy, Emmanuelle Mariini, S. Moubarak, C. Peilho, Éric Tanguy, Claude Tomasi i José van Dam.